# Пограничное (Волгоградская область)
Пограничное (ранее Ней-Денгоф, Новая Гололобовка; Ней-Гололобовка, Новое) — село Жирновского района Волгоградской области России, в составе Алёшниковского сельского поселения.
Основано в 1863 году как дочерняя колония Ней-Мессер (нем. Neu-Messer).
Население — 93 (2010).

## Название
Название Ней-Мессер (Новый Мессер) получила по имени колонии выхода. Второе название — Лизандердорф — получила по имени управляющего Конторой иностранных поселенцев Ф. С. Лизандера.

## История
Основано в 1863 году. Основатели из колонии Мессер. До 1917 года — немецкое лютеранское село сначала Сосновского колонистского округа, а после 1871 года Олешинской волости Камышинского уезда Саратовской губернии. Село относилось к евангелическому приходу Норка.
В 1863 году открылась церковно-приходская школа, в 1894 году — земская школа. Земли в 1910 году — 5257 десятин.
В советский период — немецкое село сначала Медведицкого района Голо-Карамышского уезда Трудовой коммуны (Области) немцев Поволжья; с 1922 — Медведицко-Крестово-Буеракского (в 1927 году переименован во Франкский) кантона Республики немцев Поволжья; административный центр Ней-Мессерского сельского совета (в 1926 году в сельсовет входило одно село Ней-Мессер).
Село пережило голод в Поволжье: в 1921 году родились 83 человек, умерло — 301.
В 1926 году существовала кооперативная лавка, начальная школа, передвижная библиотека. В годы коллективизации организован колхозы имени Яковлева. имени Кирова.
В 1927 году постановлением ВЦИК «Об изменениях в административном делении Автономной С. С. Р. Немцев Поволжья и о присвоении немецким селениям прежних наименований, существовавших до 1914 года» селу Пограничное, оно же Лизандердорф Франского кантона официально присвоено название Ней-Мессер.

В сентябре 1941 года немецкое население было депортировано. Село было передано Сталинградской области. Решением облисполкома от 31 марта 1944 года № 10 § 30 «О переименовании населённых пунктов Сталинградской области, носящих немецкие названия» село Ней-Мессер переименовано в село Пограничное.

## Физико-географическая характеристика
Село расположено на северо-востоке Жирновского района, близ границы с Саратовской областью, в лесостепи, в пределах Приволжской возвышенности, являющейся частью Восточно-Европейской равнины, в верховьях реки Большая Копёнка. Рельеф местности — холмисто-равнинный, сильно пересечённый балками и оврагами. Почвы — чернозёмы южные и остаточно-карбонатные. Высота центра населённого пункта — 180 метров над уровнем моря.
По автомобильным дорогам расстояние до областного центра города Волгограда составляет 340 км, до районного центра города Жирновск — около 60 км, до административного центра сельского поселения (села Алёшники) — 19 км, до ближайшего крупного города Камышина — 160 км.
Часовой пояс
Пограничное, как и вся Волгоградская область, находится в часовой зоне МСК (московское время). Смещение применяемого времени относительно UTC составляет +3:00.

## Население
Динамика численности населения по годам:
| 1987 | 2002 |
| ---- | ---- |
| ≈110 | 97   |

| 1857  | 1886  | 1897  | 1911  | 1920  | 1922  | 1926  |
| ----- | ----- | ----- | ----- | ----- | ----- | ----- |
| 712   | ↗1599 | ↗1804 | ↗2090 | ↗2382 | ↘2104 | ↗2368 |
| 1931  | 2010  |       |       |       |       |       |
| ↗2535 | ↘93   |       |       |       |       |       |